# Rigi (Schiff, 1955)
Die Rigi war ein Passagier-Motorschiff auf dem Vierwaldstättersee in der Schweiz. Sie wurde seit ihrer Indienststellung 1955 bis 2016 von der Schifffahrtsgesellschaft des Vierwaldstättersees (SGV) betrieben.

## Geschichte
Das Zweideck-Salon-Motorschiff Rigi wurde von der damaligen «Dampfschiffgesellschaft des Vierwaldstättersees» (DGV), der heutigen SGV, in ihrer eigenen Werft in Luzern erbaut. Es ersetzte im Betrieb den Raddampfer Winkelried (1876), erhielt aber den Namen der bereits 1952 ausgemusterten Rigi (1848), die heute im Verkehrshaus der Schweiz ausgestellt ist. Die Schiffsschale bestand aus elektrisch geschweisstem Stahlblech, während die Aufbauten aus der Aluminiumlegierung Anticorodal gefertigt und genietet wurden. Die ursprünglichen Viertakt-Dieselmotoren von Saurer wurden später durch Motoren von MAN ersetzt. Die Kiellegung erfolgte 1952, der Stapellauf am 15. Juni 1955 und die Inbetriebnahme am 2. Juli 1955. Die Schiffsglocke wurde 1913 gegossen und stammt von der Vorgänger-Rigi von 1848.
1962/1963 wurde das Schiff umgebaut. Um die neue Achereggbrücke bei Stansstad passieren zu können, erhielt die Rigi einen versenkbaren Schornstein und einen teleskopierbaren Mast, auch wurde das Oberteil des Steuerhauses versenkbar gestaltet. Ein weiterer Umbau erfolgte 1995/1996.
Die Rigi wurde 2017 durch den grösseren Neubau Diamant ersetzt. Sie verkehrte am 31. Dezember 2016 zum letzten Mal nach Fahrplan. Im Februar 2018 wurde sie in Beckenried verschrottet.

## Einsatz

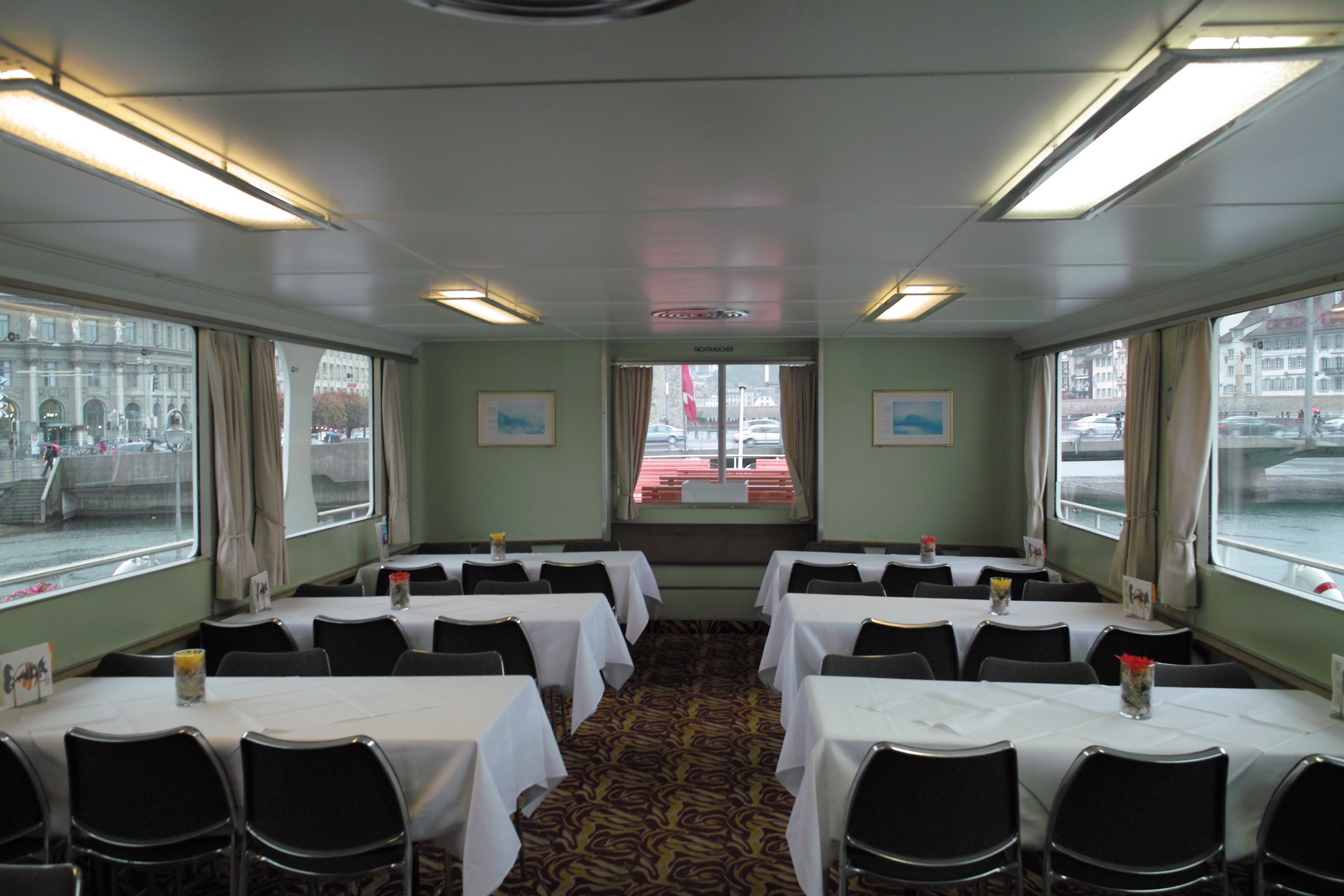
Salon 1. Klasse

Die Rigi wurde mit vielen offenen Deckplätzen für den Sommerverkehr konzipiert, aber auch häufig im Winter eingesetzt und stand längere Zeit meistens an erster Stelle der Fahrleistungen der SGV. Seit Inbetriebnahme der drei speziell für den Wintereinsatz konzipierten Panoramaschiffe Weggis (1990), Brunnen (1991) und Flüelen (1991) wurde die Rigi im Winter seltener eingesetzt. Zwischen Ostern und Allerheiligen stand sie jedoch im täglichen Einsatz. Aufgrund guter nautischer Eigenschaften wurde die Rigi auch als Schulschiff eingesetzt.

### Zwischenfälle
1967 wurde der Hydraulikmast bei einem Unfall beschädigt. Er wurde danach durch einen von Hand klappbaren Mast aus Leichtmetall ersetzt.